# Guerra de Aroostook
A guerra de Aroostook foi um conflito fronteiriço que opôs os Estados Unidos e o Reino Unido entre 1838 e 1839. A guerra não foi oficialmente declarada entre os beligerantes.
A origem deste confronto foi o não reconhecimento da fronteira entre as colónias britânicas (hoje o Canadá) e os Estados Unidos, em particular da fronteira entre o estado do Maine e a província canadiana de Nova Brunswick, no vale do rio Aroostook.
Consoante os colonos de ambos os países iam entrando no vale, os bandos de um e outro lado fizeram detenções e tomaram prisioneiros acusando-os de "intrusos". Em 1839 as tropas dos Estados Unidos e do Reino Unido foram enviadas para a região, e depois houve uma trégua que permitiu a ocupação partilhada do território até 1842.
A questão só se resolveu com o tratado Webster-Ashburton, em 1842.